# Municipio de Logan (condado de Knox)
El municipio de Logan (en inglés: Logan Township) es un municipio ubicado en el condado de Knox en el estado estadounidense de Nebraska. En el año 2010 tenía una población de 68 habitantes y una densidad poblacional de 0,73 personas por km².

## Geografía
El municipio de Logan se encuentra ubicado en las coordenadas 42°28′35″N 98°7′56″O / 42.47639, -98.13222. Según la Oficina del Censo de los Estados Unidos, el municipio tiene una superficie total de 92.96 km², de la cual 92,56 km² corresponden a tierra firme y (0,43 %) 0,4 km² es agua.

## Demografía
Según el censo de 2010, había 68 personas residiendo en el municipio de Logan. La densidad de población era de 0,73 hab./km². De los 68 habitantes, el municipio de Logan estaba compuesto por el 98,53 % blancos, el 1,47 % eran amerindios. Del total de la población el 0 % eran hispanos o latinos de cualquier raza.